# Rranch'par
Rranch'par (armeniska: Rranch’par) är en ort i Armenien.   Den ligger i provinsen Ararat, i den västra delen av landet, 21 kilometer sydväst om huvudstaden Jerevan. Rranch'par ligger 832 meter över havet och antalet invånare är 989.
Terrängen runt Rranch'par är mycket platt. Runt Rranch'par är det ganska glesbefolkat, med 43 invånare per kvadratkilometer.. Närmaste större samhälle är Masis, 7,4 kilometer nordost om Rranch'par.
Trakten runt Rranch'par består i huvudsak av gräsmarker.